# 東洋音響効果グループ
東洋音響効果グループ（とうようおんきょうこうかグループ）は、かつて存在した映画音響効果技師による技術者集団。クレジット上は「東洋音響」と略されることが多い。日活の音響効果係（日活効果）の所属者によって結成された。

## 概要
1971年、日活効果係に所属していた杉崎友治郎、帆苅幸雄らにより結成。主にアオイスタジオダビング作品を手掛けていたが、1978年には日活の分社化を機に同社の音響業務を人材ごと継承。以降は小島良雄が活動の中心を担い、国内の音効制作最大手として映画・ドラマからアニメーションに至るまで多数の作品を担当する。
テレビでは特に『赤い疑惑』以降の大映テレビ作品のほとんどを手掛けており、同社の代名詞とも言える独特の演出を音響面から支えた。日活の業務継承後は『大都会 PARTIII』『西部警察』をはじめとする石原プロ作品、『探偵物語』『ザ・ハングマン』『あぶない刑事』など、日活撮影所でダビングされたテレビ映画も専一的に手掛ける。映画『蘇える金狼』『さらば愛しき人よ』などでは、海外で実弾射撃の録音も敢行した。実写作品以外にも東京ムービー新社、マッドハウス、エイケンなどが製作したアニメ作品にも多く関わり、1988年のアニメ映画『AKIRA』のサウンドデザインは国際的にも高い評価を得た。
1988年、法人として東洋音響、東洋音響カモメ（現：カモメファン）、サウンドボックスの3社に分離独立する形で解散した。

## 主な元所属スタッフ
- 帆苅幸雄（日活効果→東洋音響効果グループ→東洋音響→フリー）
- 杉崎友治郎（日活効果→）
- 朝倉猛（日活効果→）
- 石田勝美（日活効果→）
- 坂井三郎（日活効果→）
- 小島良雄（日活効果→）
- 熊川哲（日活効果→東洋音響効果グループ→スリーディー）
- 佐々木英世（日活効果→東洋音響効果グループ→東洋音響）
- 宮田塙（日活効果→東洋音響効果グループ→宮田音響効果）
- 橋本正二（日活効果→東洋音響効果グループ→宮田音響効果→効果屋）
- 倉橋静男（日活効果→東洋音響効果グループ→サウンドボックス）
- 柴崎憲治（→サウンドボックス→アルカブース）
- 斉藤昌利（→東洋音響カモメ→ドリームオン）
- 伊藤末吉
- 渡部健一（→東洋音響カモメ→東洋音響）
- 伊藤進一（→東洋音響カモメ）
- 木下克己
- 小池秀晴
- 中村佳央（→東洋音響カモメ→ドリームオン）
- 丹雄二（→東洋音響→サウンドボックス→フリー）
- 高橋澄雄

## 主な担当作品

### 映画
- 忍ぶ川
- サンダカン八番娼館 望郷
- 吾輩は猫である《1975年版》
- 犬神家の一族《1976年版》
- 任侠外伝 玄海灘
- 八つ墓村《1977年版》
- キタキツネ物語（東京演劇音響研究所の柏原満と共同担当）
- 日活ロマンポルノ各作品（1978年 - ）
- 高校大パニック
- 野性の証明 ※小島良雄担当
- スーパーGUNレディ・ワニ分署
- 復讐するは我にあり
- 黄金の犬
- 蘇える金狼 ※小島良雄・柴崎憲治担当
- 激突!格闘技 四角いジャングル ※帆苅幸雄担当
- 太陽を盗んだ男 ※小島良雄担当
- ルパン三世 カリオストロの城 ※倉橋静男担当
- 戦国自衛隊 ※小島良雄担当
- じゃりン子チエ ※倉橋静男担当
- 復活の日 ※小島良雄担当
- 野獣死すべし ※坂井三郎担当
- あしたのジョー2 ※帆苅幸雄担当
- セーラー服と機関銃 ※小島良雄担当
- 化石の荒野 ※坂井三郎担当
- 巨人の星《1982年版》 ※帆苅幸雄担当
- この子の七つのお祝いに ※佐々木英世担当
- 幻魔大戦 ※佐々木英世・倉橋静男・柴崎憲治担当
- 楢山節考《1983年版》 ※小島良雄担当
- 逃がれの街
- お葬式 ※小島良雄担当
- 南極物語 ※小島良雄・渡部健一担当
- はだしのゲン（アニメ映画版） ※倉橋静男担当
- さよならジュピター ※佐々木英世・柴崎憲治担当
- 冒険者たち ガンバと7匹のなかま
- SF新世紀レンズマン ※佐々木英世・倉橋静男・柴崎憲治担当
- 黒い雨にうたれて ※倉橋静男担当
- カムイの剣 ※佐々木英世・倉橋静男・柴崎憲治担当
- ボビーに首ったけ ※柴崎憲治・木下克己担当
- 台風クラブ ※小島良雄担当
- それから ※小島良雄担当
- ビー・バップ・ハイスクール ※斉藤昌利担当
- 海と毒薬 ※帆苅幸雄担当
- 火の鳥（鳳凰編） ※佐々木英世・倉橋静男担当
- ア・ホーマンス ※伊藤進一担当
- マルサの女 ※斉藤昌利担当
- そろばんずく  ※小島良雄担当
- ザ・ショックス 世界の目撃者 ※帆苅幸雄・柴崎憲治担当
- 子猫物語 ※小島良雄・斉藤昌利・中村佳央担当
- ほえろブンブン ※倉橋静男担当
- あぶない刑事 ※佐々木英世担当
- リボルバー ※伊藤進一担当
- 行き止まりの挽歌・ブレイクアウト ※斉藤昌利担当
- ハチ公物語
- 竹取物語 ※小島良雄担当
- Manie-Manie 迷宮物語 ※倉橋静男担当
- 帝都物語 ※小島良雄担当（E&Mプランニングセンターの佐藤一俊と共同担当）
- 銀河英雄伝説 -わが征くは星の大海- ※倉橋静男担当
- 映画女優 ※小島良雄担当
- AKIRA ※倉橋静男・柴崎憲治担当
- 上海バンスキング ※佐々木英世担当
- 火の雨がふる ※倉橋静男担当

### TVドラマ
- 木枯し紋次郎（CX）
- 大江戸捜査網《第3シリーズ》（12ch→TX） ※宮田塙担当
- プレイガール（12ch）※一部エピソードのみ
- 火曜日の女「明日に喪服を」（NTV）
- 純愛山河 愛と誠（TX）
- 夜明けの刑事（TBS）
- TOKYO DETECTIVE 二人の事件簿（ABC-ANN）
- 赤い疑惑（TBS）※佐々木英世担当
- いろはの"い"（NTV）
- 明日の刑事（TBS）
- 青春ド真中!（NTV） ※小島良雄担当
- 熱中時代（NTV）※倉橋静男担当
- 大都会 PARTIII（NTV）※小島良雄担当
- ゆうひが丘の総理大臣（NTV）
- 薔薇海峡（TBS）
- あさひが丘の大統領（NTV）
- 探偵物語（NTV）※熊川哲担当
- 西部警察（ANB）※小島良雄担当
- 噂の刑事トミーとマツ（TBS）※帆苅幸雄担当
- 大捜査線（CX）
- 熱中時代・刑事編（NTV）※倉橋静男担当
- 警視-K（NTV）※佐々木英世・帆苅幸雄・斉藤昌利担当
- ザ・ハングマンI～V（ABC-ANN）※伊藤末吉担当
- 走れ!熱血刑事（ANB）
- プロハンター（NTV）
- キッド（NTV） ※倉橋静男担当
- 新五捕物帳（NTV）
- 右門捕物帖（NTV）
- スチュワーデス物語（TBS）※佐々木英世担当
- 若草学園物語（NTV） ※倉橋静男担当
- あんちゃん（NTV） ※倉橋静男担当
- 気分は名探偵（NTV） ※倉橋静男担当
- 土曜ワイド劇場「処刑教師」（ANB）
- スクール☆ウォーズ（TBS）※帆苅幸雄・柴崎憲治担当
- 私鉄沿線97分署（ANB） ※小島良雄担当
- 少女に何が起ったか（TBS）※佐々木英世担当
- 迷宮課刑事おみやさん（ABC-ANN）
- 刑事物語'85（NTV）※倉橋静男担当
- 禁じられたマリコ（TBS）
- 婦警候補生物語（NTV） ※伊藤進一担当
- 乳姉妹（TBS）※帆苅幸雄担当
- あぶない刑事（NTV） ※渡部健一担当
- どうぶつ通り夢ランド（ANB） ※小島良雄担当
- ポニーテールはふり向かない（TBS）※帆苅幸雄担当
- ヤヌスの鏡（CX）
- 新・熱中時代宣言（NTV） ※倉橋静男担当
- 遊びじゃないのよ、この恋は（TBS）※佐々木英世・柴崎憲治担当
- あきれた刑事（NTV）※渡部健一担当
- 銭形平次（NTV）※小島良雄担当
- プロゴルファー祈子（CX）
- カネボウヒューマンスペシャル・赤い夕日の大地で（NTV） ※倉橋静男担当
- パパ合格ママは失格（NTV） ※倉橋静男担当
- 熱中時代スペシャル（NTV） ※倉橋静男・小池秀晴担当
- 27才・LOVE気分（NTV） ※倉橋静男担当
- NEWジャングル（NTV）※#10のみ担当・クレジット上は東宝映像サウンドスタジオ

### TVアニメ
- 100万年地球の旅 バンダーブック（NTV）
- 新・エースをねらえ!（NTV）※倉橋静男担当
- 手塚治虫のドン・ドラキュラ（TX）※倉橋静男担当
- マリンエクスプレス（NTV）
- ベルサイユのばら（NTV） ※倉橋静男担当
- フウムーン（NTV）※倉橋静男担当
- 鉄腕アトム《1980年版》（NTV）※倉橋静男担当
- 忍者マン一平（NTV）※倉橋静男担当
- おはよう!スパンク（ABC-ANN）※倉橋静男担当
- ブレーメン4 地獄の中の天使たち（NTV）※倉橋静男担当
- じゃりン子チエ（MBS-JNN）※倉橋静男担当
- とんでモン・ペ（ABC-ANN）※倉橋静男担当
- レディジョージィ（ABC-ANN）※倉橋静男担当
- レンズマン（ABC-ANN） ※柴崎憲治担当
- 名探偵ホームズ（ANB）
- ガラスの仮面《1984年版》（NTV）
- ワンダービートS（TBS）※木下克己担当
- 六三四の剣 (TX)
- ハーイあっこです（ABC-ANN）※倉橋静男担当・放映途中よりサウンドボックスへシフト

### OVA
- 火の鳥 ヤマト編 ※倉橋静男担当
- 火の鳥 宇宙編 ※倉橋静男担当
- X電車で行こう ※渡部健一担当
- アップルシード ※倉橋静男担当
- トップをねらえ! ※倉橋静男担当（1988年の解散に伴い、最終話ではサウンドボックス名義となる）

### イメージビデオ
- 仲村トオル ビー・バップ・ハイスクール青春番外地 ※帆苅幸雄担当
- 東映100大ヒーロー スーパーファイト 月光仮面から時空戦士スピルバンまで

### 同人映画
- 八岐之大蛇の逆襲

### 洋画日本語版制作
- 遠すぎた橋（日本テレビ版）

## 主な担当作品（旧日活効果スタッフ）

### 映画
- 東京オリンピック ※杉崎友治郎・坂井三郎担当
- 人間の証明 ※坂井三郎・小島良雄担当

### TVドラマ
- 猿の軍団（TBS）
- 俺たちの旅（NTV） ※小島良雄・倉橋静男担当
- 大都会 闘いの日々（NTV） ※小島良雄担当
- 白い秘密（CX）
- 電撃!!ストラダ5（NET）
- 俺たちの祭（NTV） ※小島良雄・倉橋静男担当